# Kumbor
Kumbor (cyr. Кумбор) – wieś w Czarnogórze, w gminie Herceg Novi. W 2011 roku liczyła 936 mieszkańców.